# Leonard Roy Harmon
Leonard Roy Harmon (Cuero, Texas, 21 de janeiro de 1917 – Norte de Guadalcanal, Ilhas Salomão, 13 de novembro de 1942) foi um marinheiro americano que morreu em ação durante a Segunda Guerra Mundial, e foi condecorado postumamente com a Cruz da Marinha por sua bravura. Ele foi o primeiro homem afro-americano a ter um navio de guerra dos EUA, o USS Harmon (DE-678) batizado em sua homenagem.

## Vida
Nascido em Cuero, Texas, em 21 de janeiro de 1917, Harmon frequentou a escola segregada Daule High School, só para negros, antes de trabalhar com produção pecuária. Durante a Grande Depressão, ele trabalhou para o proprietário da histórica casa de William Frobese, em Cuero, fazendo diversas tarefas domésticas e de jardinagem. Com 22 anos, em junho de 1939, Roy se alistou na Marinha dos Estados Unidos, em um posto de recrutamento em San Antonio.  Ele realizou seu treinamento militar em Norfolk, Virgínia, antes de se apresentar para serviço no cruzador USS San Francisco, em 28 de outubro de 1939. Ele acabou na função ajudante de refeitório, um dos poucos empregos disponíveis para homens negros na Marinha naquela época, e seu trabalho consistia basicamente em servir comida aos oficiais e à tripulação a bordo do navio. No entanto, como todos os outros membros da tripulação, Roy recebeu treinamento em controle de danos e tinha estações às quais se reportar durante alertas gerais, em que todos deveriam assumir suas posições de combate.  A bordo da embarcação, Harmon avançou de posto, até se tornar um ajudante de refeitório de primeira classe.

#### Batalha de Guadalcanal
Em 12 de novembro de 1942, O USS San Francisco foi atacado por aeronaves japonesas. durante a Batalha Naval de Guadalcanal. Quando uma das aeronaves inimigas colidiu contra o navio, acabou provocando danos consideráveis e um grande incêndio, que fizeram com que tanto as defesas antiaéreas quanto o sistema de radar ficassem inoperantes. Um oficial e outros 15 tripulantes foram ou mortos instantaneamente, ou devido aos seus ferimentos. Quatro oficiais, incluindo o Comandante Mark H. Crouter, o oficial encarregado e 25 tripulantes se feriram, a maioria com graves queimaduras. O USS San Francisco transferiu seus feridos para o navio de transporte President Jackson (AP-37). O Comandante Crouter, embora com queimaduras em ambas as suas pernas, sabia que outra investida inimiga era provável. Assim, ele insistiu em permanecer a bordo do USS San Francisco, onde acabou morrendo, depois que  um projétil explodiu dentro de sua cabine.
Entre 12 e 13 de novembro, o navio lutou contra o inimigo em um desesperado combate a curta distância. Neste período, Harmon prestou serviços inestimáveis ao cuidar dos feridos e evacuá-los para uma sala de curativos, até que um projétil de 6 polegadas explodiu próximo a ele. Gritando "Cuidado, doutor!", Harmon tentou proteger o Auxiliar Farmacêutico de Terceira Classe Lynford L. Bondsteel dos fragmentos letais, empurrando-o em direção ao convés. Embora Bondsteel tenha conseguido levar seu corajoso companheiro para baixo, Harmon acabou morrendo momentos depois, devido aos seus ferimentos.

## Honras

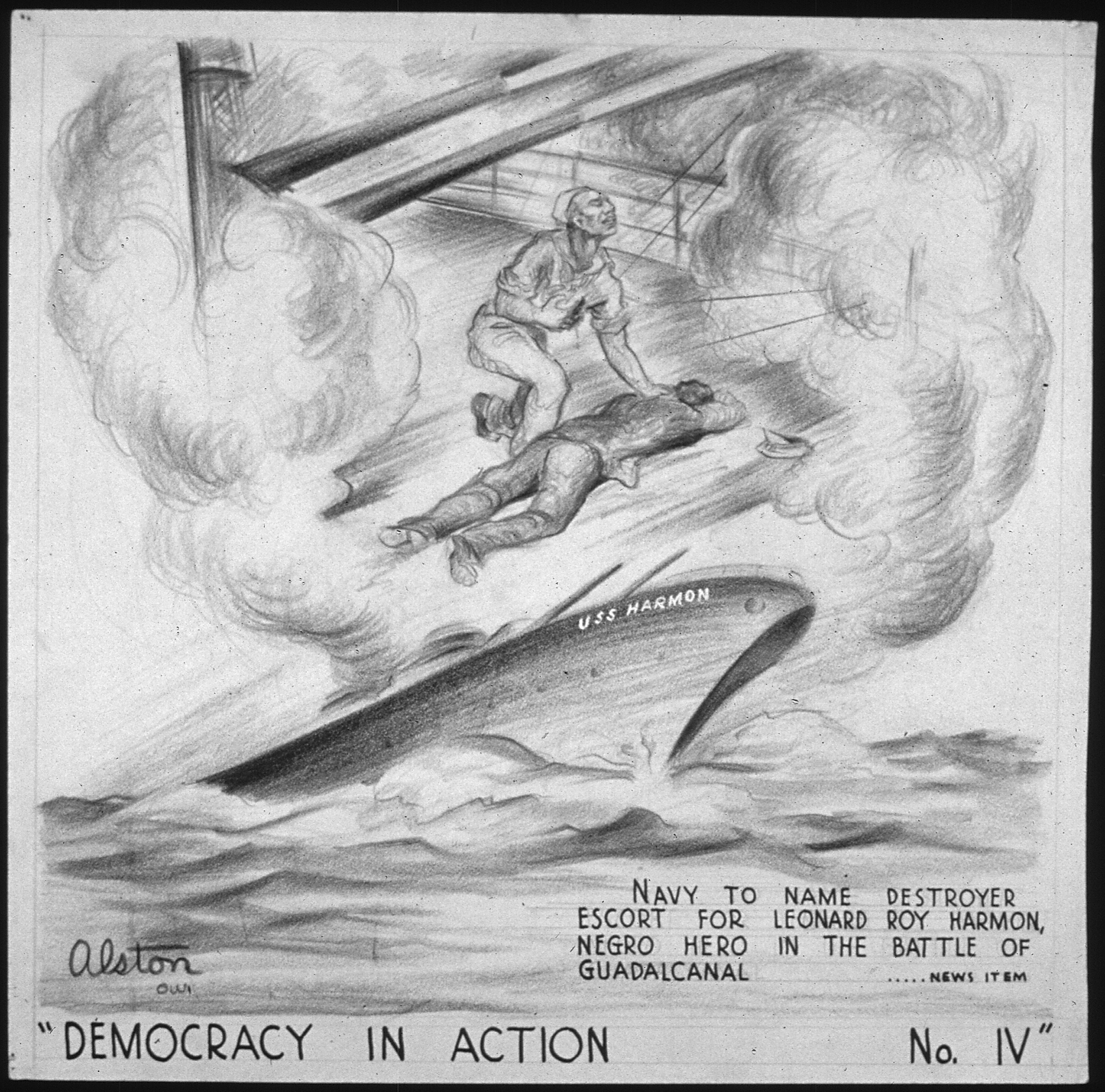
Um pôster do Escritório de Informações de Guerra de 1943, de Charles Alston, retratando Harmon e o navio que recebeu o nome em sua homenagem

Por seu "heroísmo extraordinário", em março de 1943, Harmon foi condecorado postumamente com a Cruz da Marinha. Além disso, dois navios foram batizados em sua homenagem: O HMS Aylmer (K-463) foi provisoriamente denominado USS Harmon (DE-72), mas acabou transferido para a Marinha Real Britânica antes de ser concluído. Já o USS Harmon (DE-678) esteve em serviço entre os anos de 1943 a 1947, e permaneceu na Frota da Reserva até 1967, sendo o primeiro navio de guerra norte-americano a receber o nome de um afro-americano. A bravura de Harmon também foi celebrada quando o alojamento para soldados alistados na Base Aeronaval de North Island foi batizado como Harmon Hall, em 29 de julho de 1975, e com a colocação de um marcador histórico colocado no Parque Municipal Cuero em 1977. Um poster com sua imagem está pendurado na National Portrait Gallery em Washington, DC.